# Герб Горномарийского района
Герб Горномарийского района — опознавательно-правовой знак, служащий официальным символом Горномарийского муниципального района республики Марий Эл и отражающий его исторические, культурные и национальные традиции и особенности. Герб утверждён Решением Горномарийского районного собрания от 27 февраля 2002 года, внесён в Государственный геральдический регистр Российской Федерации под регистрационным номером 1593.

## Описание
Описание герба:
В червлёном поле стоящий на задних лапах серебряный барс с золотыми языком, глазами и когтями, держащий в правой лапе три золотые стрелы наконечниками вверх
Герб может использоваться с девизом «Восславим землю Акпарса».
Автор герба — главный герольдмейстер при Президенте Республики Марий Эл И.В. Ефимов.

## Символика
Герб муниципального образования «Горномарийский муниципальный район» является основным символом суверенитета и достоинства муниципального образования, представительского статуса, единства его территории и прав, исторического значения и разработан с учетом следующих предпосылок:
В летописных источниках и в народных преданиях присоединение горных мари в состав Русского государства в 1551 году увязывается с личностью одного из горномарийских князей — Акпарсом;
Княжеское имя Акпарс с тюркского переводится как «Белый барс». По-видимому, кто-то из горномарийских князей в период пребывания их земель в составе Казанского ханства или ранее в составе Золотой Орды за особые заслуги удостоился титульного имени к родовому, которое впоследствии к XVI веку закрепилось в народе в качестве княжеского имени — Акпарс;
Белый крылатый барс у тюркских народов Поволжья, особенно в Волго-Камской Булгарии, был широко известен в качестве священного животного и символизировал богатство, плодородие, благородство, являлся покровителем данного государства. Этот символ также был распространен среди татар и чувашей Казанского ханства;
Судя по археологическим материалам, относящимся к X-XI векам, символ и изображение барса были известны горным мари. В настоящее время символическое имя этой легендарной личности, с которой связана история присоединения горномарийских земель к России, а также падение Казани в 1552 году, используется народом в особо знаменательных и торжественных случаях. Горномарийская сторона в фольклорных и литературных источниках иногда образно обозначается как земля Акпарса, знатные мужчины соответственно именовались сыновьями Акпарса.
Снежный барс или ирбис из семейства кошачьих (по-марийски — пырыс или парс) по своему характеру близок леопарду и означает в символике ярость, безжалостную силу, храбрость, гордость, скорость, т.е. выражает исключительные воинские характеристики.
Червлёное поле щита и три золотые стрелы в лапах барса заимствованы из герба Козьмодемьянска — административного центра района. Кроме того стрелы указывают на незаурядные качества, способности лучников — воинов и охотников, которыми в прошлом славились горные мари.
Символическое значение основных геральдических цветов гербе: серебро (белый цвет) — чистота, доброта, невинность, мудрость; красный — сила, мужество, право, любовь, храбрость; золото (жёлтый цвет) стрел может символизировать справедливость, великодушие, богатство, постоянство и верность.